# Toetssurveillance op afstand

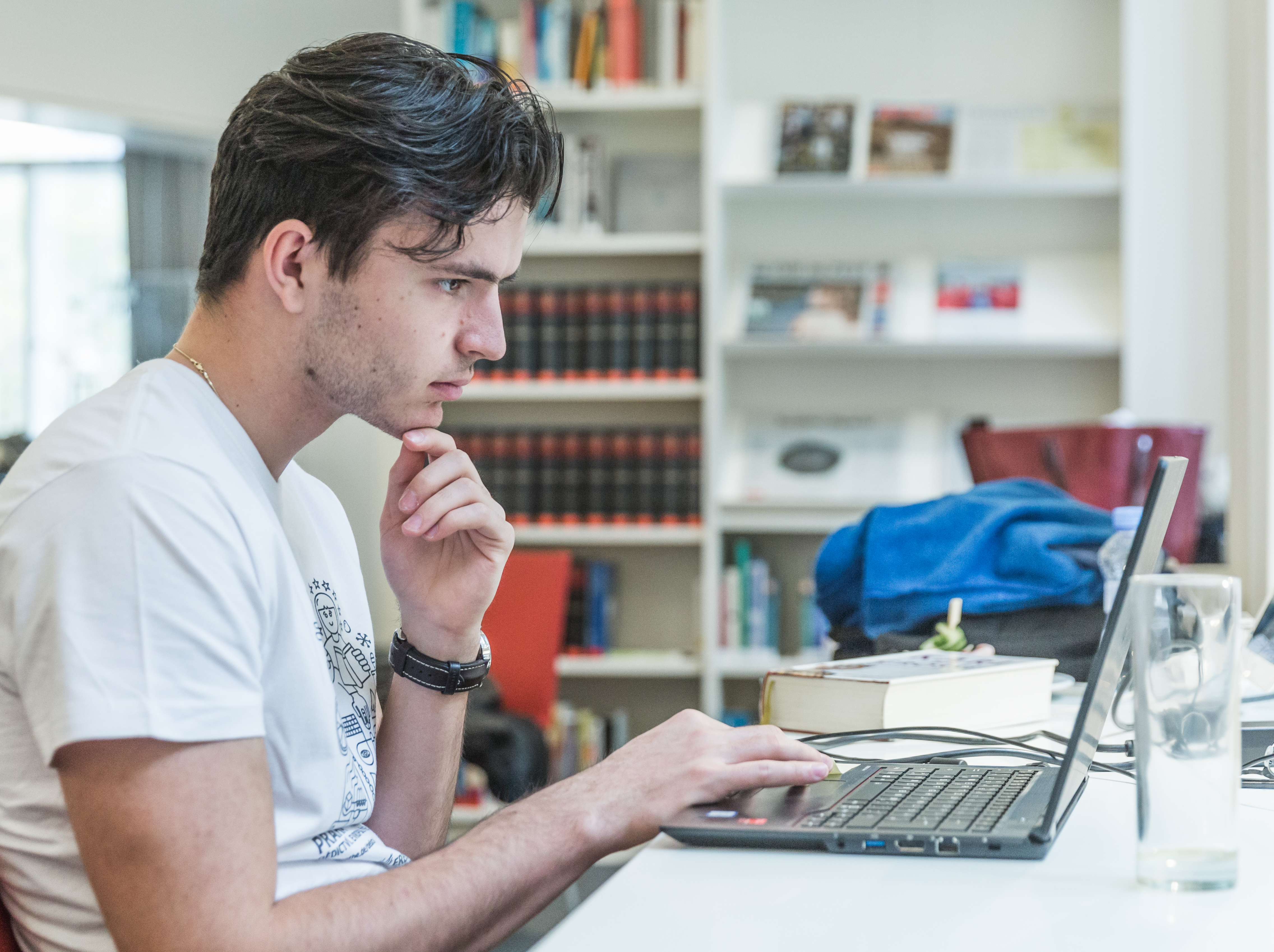
Afname van een thuistentamen.

Toetssurveilleren op afstand of online toetssurveillance is een wijze om kandidaten vanuit hun huis toetsen te laten maken onder toezicht. Dit ondersteunt thuistoetsen, thuistentamens en thuisexamens.
In het Amerikaans-Engels heet een surveillant proctor vanuit het Latijnse procurator, wat ‘iemand die voor iets zorgt’ betekent. De techniek wordt in die taal e-proctoring, remote proctoring of online proctoring genoemd. Onder de laatste term staat dit ook wel bekend in het Nederlands taalgebied. In het Brits-Engels wordt overigens de term invigilation en afgeleiden hiervan gebruikt.

## Ontwikkeling
Voor de wereldwijde uitbraak van COVID-19 werd deze techniek beperkt toegepast. Vooral bij afstandsonderwijs en in landen met grote afstanden werd dit gebruikt, zoals Zuid-Korea, Zuid-Amerika en de Verenigde Staten. Een voorloper hierin was de Western Governors University (WGU). In Nederland gebruikte de Universiteit van Wageningen dit voor een aantal online masterprogramma’s voor buitenlandse studenten. Hier ging het om enkele honderden afnames per jaar. Ook de technische universiteiten van Eindhoven en de Delft gebruikten dit al enkele jaren voor selectietoetsen. In het voorjaar van het jaar 2020, omwille van de COVID-maatregelen, werd echter veel onderwijs online verzorgd. Een deel van de toetsen werd hierbij vervangen voor werkstukken en mondelinge tentamens. Ook toetssurveillance op afstand kwam toen in beeld om bepaalde toetsen en tentamens te laten plaatsvinden die gezien de omstandigheden moeilijker op een andere wijze konden worden getoetst. Dit was vanwege de aard van de toetsing of de beperkte benodigde examinatorencapaciteit.

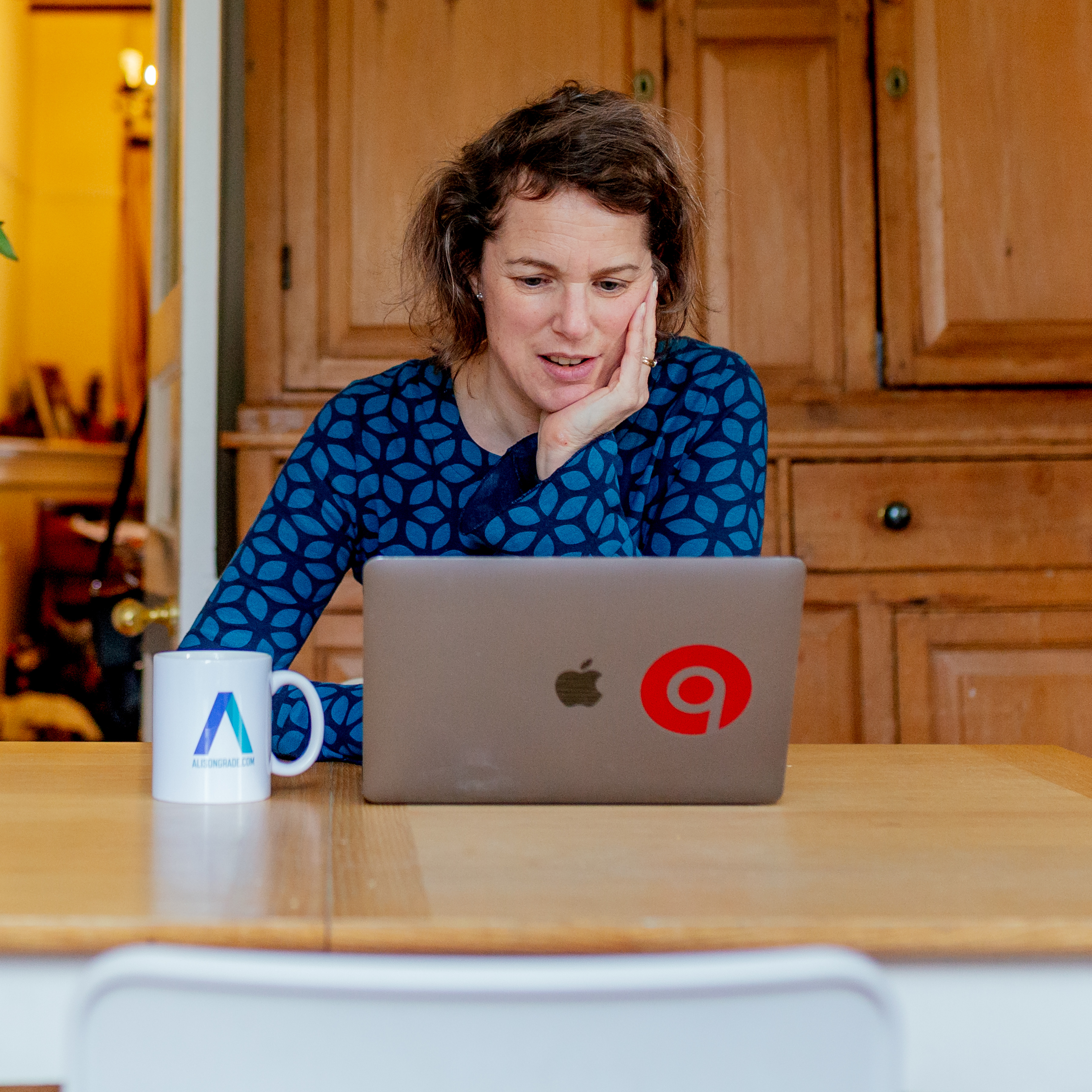
Een rustige ruimte is een vereiste.

## Beeldbellen
Met software voor beeldbellen of videovergaderen kan de eenvoudige vorm worden toegepast. Daarbij zet de kandidaat tijdens het maken van de toets zijn camera en microfoon van zijn computer aan. Een kandidaat heeft hiervoor dus een computer met camera, microfoon en stabiele internetverbinding nodig en verder een rustige ruimte. De docent of toezichthouder kan de identiteit van de kandidaat controleren om identiteitsfraude te voorkomen. Daarnaast kan de docent of toezichthouder zich ervan vergewissen dat de kandidaat alleen in de kamer is. Hij of zij kijkt en luistert mee om spieken of examenfraude te voorkomen. Het zoeken op internet en overleg met andere kandidaten via e-mail of berichtenservices wordt hiermee niet geheel uitgesloten.

## Specifieke software
Een meer uitgebreidere vorm van toezichthouden dan met alleen beeldbeltoepassingen is middels afzonderlijke fraudepreventiesoftware. Hiermee kan iemand alleen de toets maken en worden andere toepassingen onbereikbaar (de zogenaamde lock down browser). Sommige softwarepakketten maken het mogelijk om te volgen wat een kandidaat tijdens de afname op zijn computer onderneemt, het zogenaamd loggen van de computerprocessen.
De procedure is over het algemeen als volgt: Eerst wordt gecontroleerd of de internetverbinding en de computer aan de eisen voldoet. Daarna wordt de identiteit van de kandidaat vastgesteld middels een foto, die door de webcam genomen wordt. Vervolgens moeten kandidaten een rondje draaien met hun laptop met camera om te laten zien dat er geen anderen in de kamer en geen ongeoorloofde hulpmiddelen op het bureau zijn. Sommige softwarepakketten vragen kandidaten dit op willekeurige momenten tijdens een toetsafname vaker doen. De kandidaat dient zijn camera en microfoon in te schakelen. Soms dient daarnaast een tweede camera van schuin achter het werkblad van de kandidaat ingeschakeld te worden. Hierdoor kan de docent of toezichthouder ook het werkblad van de kandidaat zien.
Toezicht kan gelijktijdig of achteraf plaatsvinden. Bij gelijktijdig toezicht zijn er doorgaans hoogstens zeven tot tien kandidaten gekoppeld aan een toezichthouder om de kandidaten de volledige tijd te volgen. Met werkwijzen waarbij de toezichthouder op willekeurige tijdstippen de kandidaten bekijken kunnen hogere aantallen kandidaten gesurveilleerd worden.
Achteraf toezicht is in Nederland in het coronajaar het meeste toegepast. Hierdoor zijn namelijk toetsen mogelijk met veel grotere aantallen kandidaten, waarbij toch alle beelden bekeken kunnen worden. Hierbij moeten de opnames opgeslagen worden. Na de toetsafname kunnen de opnames integraal afgespeeld worden, maar bij sommige softwarepakketten kunnen ook eventueel verdachte situaties worden aangegeven door middel van kunstmatige slimmigheden. De toezichthouders worden hiermee ondersteund in hun selectie van fragmenten die ze bekijken. De beoordeling of er al dan niet fraude heeft plaatsgevonden wordt altijd door een mens gedaan. De software is hier namelijk niet geschikt voor en kan dit bovendien niet.

### Effectiviteit
De doelmatigheid van de software is zeer twijfelachtig. Bij een wetenschappelijke proef aan de Universiteit Twente bleek dat klassieke, niet-technische methoden van examenfraude, zoals het gebruik van spiekbriefjes en -notities, quasi ondetecteerbaar waren door Proctorio. De software kon bovendien geen enkel geval van gepleegde digitale/technische fraude identificeren, zoals het gebruik van telefoon, chatapps en sociale media tijdens het examen, het opzoeken van informatie op het internet, en dergelijke. De gevoeligheid van deze software werd beoordeeld als quasi nihil.

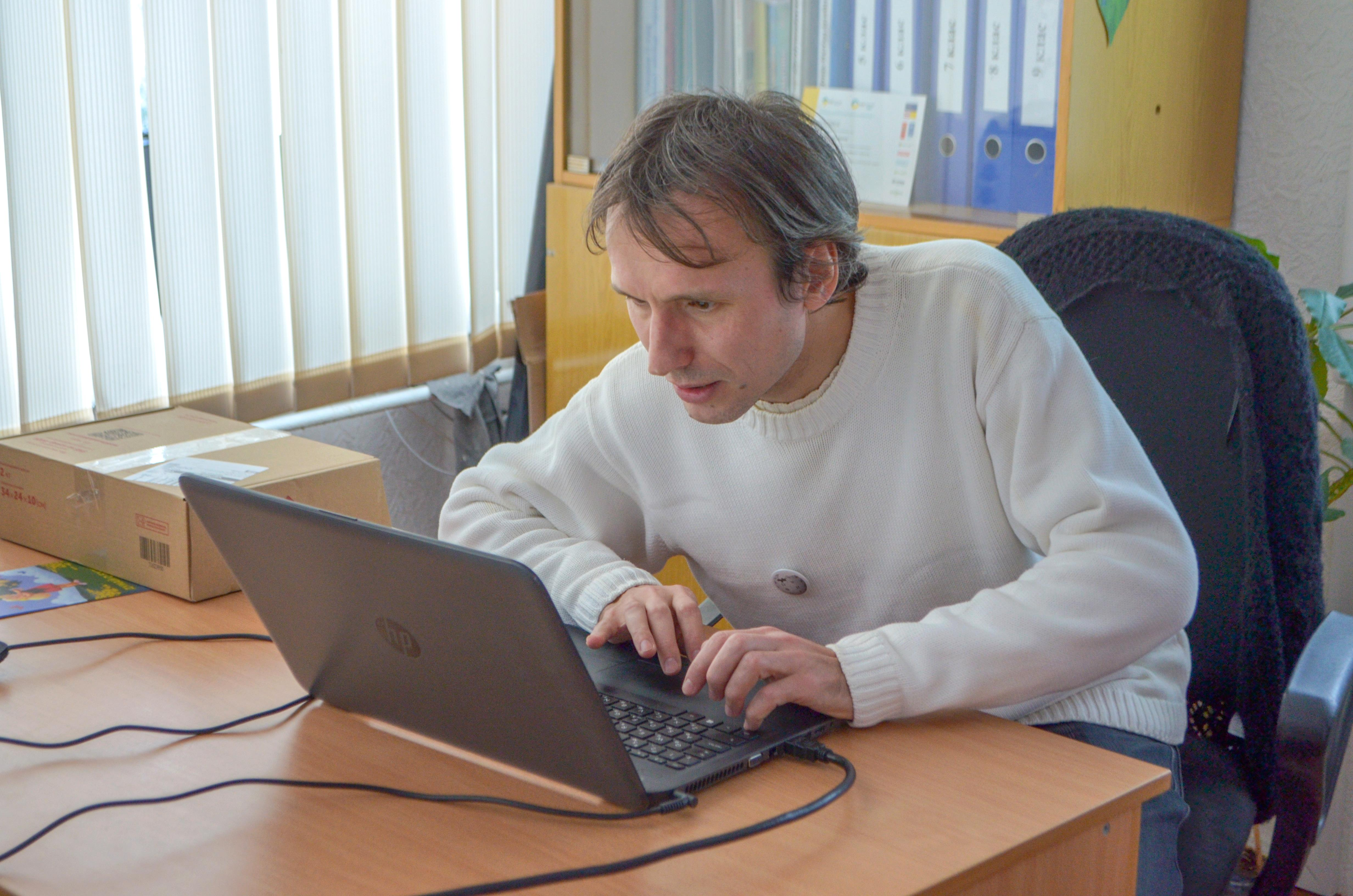
Toetsenbordaanslagen en muisgebruik kan gebruikt worden bij de surveillance achteraf

Analyse van toetsenbordaanslagen en muisgebruik is een bestaande techniek. Bij sommige softwarepakketten wordt dit meegenomen om fraude op te sporen, maar er was in 2021 nog weinig ervaring mee.

## Bezwaren

### Ineffectiviteit
Gezien e-proctoring niet effectief is in het vermijden van klassieke en technische/digitale fraude bij examens, kan dit leiden tot een afname van de kwaliteit van het onderwijs en de geloofwaardigheid van de instelling. Studenten zullen mogelijk onterecht slagen voor examens en onterecht certificaten ontvangen. Docenten en werkgevers kunnen het vertrouwen verliezen in de prestaties van studenten en de waarde van de behaalde certificaten. Diploma’s en certificaten van deze instellingen devalueren dus. Het ineffectief opsporen van examenfraude leidt tot een toename van fraude.

### Inbreuk persoonlijke levenssfeer en veiligheid
In verschillende landen uiten de publieke opinie, overheden, onderwijsinstellingen en kandidaten ook ander bezwaar tegen deze vorm van toezichthouden. Dit zijn bezwaren vanwege de inbreuk op de persoonlijke levenssfeer. Deze inbreuk betreft onder andere het verzamelen van beelden en gegevens in de privé-omgeving, en veiligheid. De specifieke software eist van de gebruiker toegang tot privacy- en veiligheidsgevoelige informatie. De specifieke software Proctorio eist bijvoorbeeld van de kandidaten onder andere toegang tot persoonlijk identificeerbare informatie, financiële en betalingsinformatie, persoonlijke communicatie en locatie. Het kan bovendien zelfstandig en zonder medeweten van de gebruiker privacy-instellingen wijzigen op het toestel van de gebruiker. De werking van dit type software is voor de gebruiker onduidelijk. Het is bijvoorbeeld niet duidelijk waarom de software de verregaande toegang nodig heeft en wie toegang heeft tot deze gegevens. Daarnaast bestaat er onduidelijkheid hoe deze opgeslagen, beveiligd en gebruikt worden. Er zijn verschillende incidenten bekend waarbij via dit type software grote hoeveelheden vertrouwelijke en privacygevoelige gegevens van kandidaten gestolen en gelekt is. Daarnaast bleek dat derden via de software toegang konden krijgen tot computers, paswoorden, e-mailaccounts, betalingsdiensten, online betaalsystemen en webcams van kandidaten.

### Ethiek
Op het gebied van doelmatigheid en eerlijkheid van de specifieke software zijn er zorgen. Een belangrijk bezwaarpunt is het gebrek aan gelijkheid tussen kandidaten. De specifieke software bevoordeelt kandidaten met de beste technologie en de meeste financiële middelen. Dit betekent dat armere kandidaten of die uit landelijke gebieden benadeeld worden bij het afleggen van hun toetsen. Een ander probleem met de specifieke software is rassendiscriminatie. De software werkt vaak met gezichtsherkenningstechnologie die is getraind op basis van een beperkt aantal gezichten en huidskleuren. Dit leidt tot foutieve herkenning van niet-blanke kandidaten en kan leiden tot onrechtvaardige beschuldigingen van fraude. Een gelijkaardig probleem kan zich voordoen bij kandidaten met beperkingen. Bovendien kan de specifieke software de kandidaat weerhouden om vragen te stellen of om hulp te vragen tijdens de toets. Dit heeft een negatief effect op de academische prestaties van kandidaten.
Bij sommige hogescholen en universiteiten konden studenten echter tijdens de COVID-19-pandemie slechts met toepassing met de specifieke software van online toetssurveillance bepaalde tentamens afleggen. Nederlandse instellingen beriepen zich hiervoor op het ‘algemeen belang ter uitvoering van een publieke taak’ of ‘gerechtvaardigd belang’ zoals beschreven in de Algemene verordening gegevensbescherming (AVG). Hierdoor konden de instellingen blijven voldoen aan hun wettelijke taak om studenten binnen de gestelde studieduur hun opleiding te laten afronden en de waarde van het diploma te kunnen waarborgen. Zij beweerden zonder die toepassing het onderwijs- en toetsproces niet kon doorgaan. Reden waren de aard van de toetsing of de buitengewone capaciteitsvraag bij het onderwijzend personeel. Met deze juridische grondslag kon aan studenten worden gevraagd om zonder hun toestemming toetsen via online toezicht te moeten maken.
De hoger-onderwijsinstellingen in Nederland hebben bij de Special Interest Group Digitaal Toetsen van de coöperatie SURF kennis en ervaring uitgewisseld over toetssurveillance op afstand. Het gaat hier om informatie rondom de juridische grondslagen en onderbouwing, gegevensbescherming, fraudepreventie- en detectie om te kunnen voldoen aan de eisen die de Algemene verordening gegevensbescherming stelt. Ze beweerden zodoende de rechten en vrijheden van de studenten te waarborgen.
Sommige studenten bleven bezwaren hebben om in hun eigen omgeving hun camera aan te zetten. Deze privacybezwaren bleken vooral op te spelen bij studenten die tijdens de COVID-19-pandemie verplicht waren om toetssurveillance op afstand te ondergaan en er door de instellingen geen alternatieven aangeboden werden. Sommige onderwijsinstellingen gaven daarom toch een deel van de studenten met aanvullende bezwaren de mogelijkheid om naar de instelling te komen en onder toezicht van een fysieke surveillant hun tentamen te maken. Bij de Universiteit van Tilburg startten studenten een petitie tegen deze vorm van toezichthouden, waarna deze wijze van toezichthouden terug werd geschroefd. Bij de Universiteit van Amsterdam leidde dit tot rechtszaken, maar de universiteit mocht hier toch mee doorgaan. Ook internationaal zijn een aantal universiteiten afgestapt van eproctoring.

## Keuzemogelijkheid
Als studenten een vrije keus hebben om naar de onderwijsinstelling te komen om tentamen te doen of kunnen kiezen voor een thuistentamen, dan zouden studenten milder gestemd zijn over de privacy. In Nederland bijvoorbeeld biedt de Open Universiteit, die online onderwijs aanbiedt, dit als keuze voor studenten aan. Ook voor kandidaten met een ondersteuningsvraag, zoals vermoeidheidsklachten en autisme, kan deze vorm van surveilleren een uitkomst zijn. Een andere doelgroep zijn mensen in het buitenland, die dan toetsen kunnen maken zonder te moeten reizen.